# この歌届け
「この歌届け」（このうたとどけ）は、きいやま商店の配信限定シングルであり、シングルとしては7作目となる。2020年12月2日配信開始。発売元は、フライング・ハイ。

## 解説
グループにとって6作目の配信限定シングル、シングルとしては6ヶ月ぶりに発売された。
コロナ禍の中で行われたライブ「きいやま商店の応援ライブ〜みんなが応援団！〜」に向けて、「今作ることに意味がある曲を作ろう」とのメンバー意向で、「全ての頑張る人に向けて」制作された楽曲。楽曲の製作の模様は、テレビ番組『きいやま商店のがんじゅ～ですか？』にて放送された。
久しぶりに「0（ゼロ）から3人で製作した」作品である。通常3人のうちの誰からアイデアを持ってきて、そこから3人でアイデアを膨らませて曲を制作することが多いが、この曲は上記の番組の中で、3人が同じ心境の中でゼロから製作された。またコロナ禍で誰とも会えない状況の中で頑張っている沢山の人達やバンドのファンに向けて「（普段自分達がみんなから元気をもらっているのを）自分達は音楽で届けよう」と思い、「頑張っている沢山の色々な人達に届いて欲しい」という気持ちが込められている。
公式サイト等では、『頑張っているすべての人へ、きいやま商店が全力でおくる“超！応援ソング”。会いたい人に会えず、大切な場所に行けず、大事な物に手が届かない。そんな今だからこそ、あなたに寄り添うこの歌が届きますように。』と記されている。
沖縄日本復帰50年と宜野湾市制施行60周年を記念したイベント「JAL presents 琉球海炎祭2022」テーマソングに選ばれた。
アートディレクターやジャケットのデザイナーは記載されていないが、ジャケットにデザインされているハートの部分とよく似ている「きいやま商店 応援ライブTシャツ」を、イチグスクモードのデザインにより発売したことがある。

## 収録曲
作詞・作曲・編曲：きいやま商店
1. この歌届け

## 収録アルバム
きいやま商店 ザ・ベスト 〜この歌届け〜